# Ewa Stańczyk-Hugiet
Ewa Izabela Stańczyk-Hugiet (ur. 1964 w Kłodzku) – polska ekonomistka, dr hab. nauk ekonomicznych, profesor zwyczajny Instytutu Organizacji i Zarządzania. Piastowała funkcje: dziekana Wydziału Zarządzania, Informatyki i Finansów Uniwersytetu Ekonomicznego we Wrocławiu(2016–2019), dziekana wydziału Zarządzania (2019–2021). 
Prorektor ds. Badań i Kadry Akademickiej Uniwersytetu Ekonomicznego we Wrocławiu w kadencji 2020–2024 oraz kierownik Katedry Zaawansowanych Badań w Zarządzaniu. Doktor honoris causa Akademii WSB.

## Życiorys
W 1988 roku ukończyła studia na kierunku Organizacja i zarządzanie. 22 maja 1997 obroniła pracę doktorską pt. Organizacja planowania strategicznego, otrzymując stopień naukowy doktora nauk ekonomicznych w zakresie nauk o zarzadzaniu, a 29 listopada 2007 uzyskała habilitację na podstawie dorobku naukowego i pracy zatytułowanej Strategiczny kontekst zarządzania wiedzą obejmując stanowisko profesora Uczelni. 27 marca 2014 nadano jej tytuł profesora w zakresie nauk ekonomicznych.
Pracowała w Instytucie Organizacji i Zarządzania na Wydziale Zarządzania i Informatyki Akademii Ekonomicznej im. Oskara Langego we Wrocławiu oraz w Wyższej Szkole Zarządzania i Bankowości w Poznaniu, Filia we Wrocławiu. Profesor zwyczajny w Instytucie Organizacji i Zarządzania, na Wydziale Zarządzania, Informatyki i Finansów Uniwersytetu Ekonomicznego we Wrocławiu (2014–2020). Była członkinią prezydium Komitetu Nauk o Organizacji i Zarządzania na I Wydziale Nauk Humanistycznych i Społecznych Wydziału Polskiej Akademii Nauk w latach 2016–2020. Zastępca przewodniczącego Komitetu Nauk o Organizacji i Zarządzaniu Kadencji 2020-2024. 
Wielokrotnie nagradzana przez Rektora UE we Wrocławiu nagrodami za pracę naukowo-badawczą; otrzymała także dwie (zespołowe) nagrody Ministra Nauki i Szkolnictwa Wyższego.
Aktywnie bierze udział w promowaniu kadr naukowych. Wypromowała dziewięciu doktorów, pełniła wielokrotnie rolę recenzenta w procedurach o awans naukowy na stopień doktora habilitowanego oraz profesora. Powoływana była do zespołów ekspertów i recenzentów m.in. w NCN i NAWA, także jako opiniodawca na zlecenie Centralnej Komisji ds. Stopni i Tytułów.
Jest autorką bądź współautorką ponad 300 publikacji wydanych w kraju i za granicą. Angażuje się w realizację projektów naukowo-badawczych pozyskiwanych ze środków zewnętrznych. Współpracowała z Rafałem Krupskim i Jerzyn Niemczykiem
Zainteresowania naukowe to w szczególności problemy zarządzania strategicznego, w tym dotyczące konkurencyjności biznesu, modeli biznesu, zarządzania wiedzą, kompetencji przedsiębiorstw, w tym sieci międzyorganizacyjnych, ekosystemów biznesu, relacji międzyorganizacyjnych, koopetycji i innych lokujących się w polu badawczym zarządzania strategicznego oraz szczegółowych metod zarządzania. Ważnym obszarem aktywności są także działania dotyczące metodyki badań naukowych oraz publikacje w tym zakresie.

## Publikacje
- 2005: Zarządzanie w turbulentnym otoczeniu. Ku superelastycznym organizacjom[1]
- 2007: Knowledge strategy - Knowledge culture[1]
- 2007: Strategiczny kontekst zarządzania wiedzą[1]
- 2013: Dynamika strategiczna w ujęciu ewolucyjnym[1]
- 2013: Interfirm Relationships. Evolutionary Perspective[1]